# Vasîlivka-Na-Dnipri, Sînelnîkove
Vasîlivka-Na-Dnipri (în ucraineană Василівка-На-Дніпрі) este un sat în comuna Voronove din raionul Sînelnîkove, regiunea Dnipropetrovsk, Ucraina.

## Demografie
Componența lingvistică a localității Vasîlivka-Na-Dnipri
     Ucraineană (93,77%)
     Rusă (5,69%)
     Alte limbi (0,54%)
Conform recensământului din 2001, majoritatea populației localității Vasîlivka-Na-Dnipri era vorbitoare de ucraineană (93,77%), existând în minoritate și vorbitori de rusă (5,69%).